# Sermaise (Essonne)
Sermaise és un municipi francès, situat al departament de l'Essonne i a la regió de Illa de França. L'any 2007 tenia 1.631 habitants.
Forma part del cantó de Dourdan, del districte d'Étampes i de la Comunitat de comunes Le Dourdannais en Hurepoix.

## Demografia

### Població
El 2007 la població de fet de Sermaise era de 1.631 persones. Hi havia 580 famílies, de les quals 102 eren unipersonals (51 homes vivint sols i 51 dones vivint soles), 182 parelles sense fills, 249 parelles amb fills i 47 famílies monoparentals amb fills.
La població ha evolucionat segons el següent gràfic:
Habitants censats

### Habitatges
El 2007 hi havia 645 habitatges, 589 eren l'habitatge principal de la família, 34 eren segones residències i 22 estaven desocupats. 614 eren cases i 29 eren apartaments. Dels 589 habitatges principals, 527 estaven ocupats pels seus propietaris, 50 estaven llogats i ocupats pels llogaters i 12 estaven cedits a títol gratuït; 6 tenien una cambra, 28 en tenien dues, 60 en tenien tres, 134 en tenien quatre i 361 en tenien cinc o més. 499 habitatges disposaven pel capbaix d'una plaça de pàrquing. A 183 habitatges hi havia un automòbil i a 375 n'hi havia dos o més.

### Piràmide de població
La piràmide de població per edats i sexe el 2009 era:
| Homes | Edats   | Dones |
| ----- | ------- | ----- |
| 0     | 95 o +  | 0     |
| 0     | 90 a 94 | 0     |
| 4     | 85 a 89 | 8     |
| 4     | 80 a 84 | 4     |
| 20    | 75 a 79 | 12    |
| 20    | 70 a 74 | 20    |
| 36    | 65 a 69 | 36    |
| 48    | 60 a 64 | 48    |
| 72    | 55 a 59 | 60    |
| 64    | 50 a 54 | 68    |
| 28    | 45 a 49 | 32    |
| 92    | 40 a 44 | 56    |
| 44    | 35 a 39 | 68    |
| 60    | 30 a 34 | 64    |
| 32    | 25 a 29 | 28    |
| 32    | 20 a 24 | 28    |
| 68    | 15 a 19 | 20    |
| 16    | 10 a 14 | 60    |
| 64    | 5 a 9   | 64    |
| 28    | 0 a 4   | 48    |

## Economia
El 2007 la població en edat de treballar era de 1.063 persones, 786 eren actives i 277 eren inactives. De les 786 persones actives 738 estaven ocupades (389 homes i 349 dones) i 49 estaven aturades (15 homes i 34 dones). De les 277 persones inactives 101 estaven jubilades, 109 estaven estudiant i 67 estaven classificades com a «altres inactius».

### Ingressos
El 2009 a Sermaise hi havia 600 unitats fiscals que integraven 1.664 persones, la mediana anual d'ingressos fiscals per persona era de 26.433 €.

### Activitats econòmiques
Dels 47 establiments que hi havia el 2007, 1 era d'una empresa de fabricació de material elèctric, 1 d'una empresa de fabricació d'altres productes industrials, 11 d'empreses de construcció, 14 d'empreses de comerç i reparació d'automòbils, 2 d'empreses de transport, 1 d'una empresa d'hostatgeria i restauració, 5 d'empreses d'informació i comunicació, 10 d'empreses de serveis, 1 d'una entitat de l'administració pública i 1 d'una empresa classificada com a «altres activitats de serveis».
Dels 13 establiments de servei als particulars que hi havia el 2009, 1 era un taller de reparació d'automòbils i de material agrícola, 4 paletes, 2 guixaires pintors, 3 lampisteries, 1 empresa de construcció, 1 perruqueria i 1 restaurant.
Dels 3 establiments comercials que hi havia el 2009, 1 era una botiga de material de revestiment de parets i terra i 2 floristeries.
L'any 2000 a Sermaise hi havia 10 explotacions agrícoles que ocupaven un total de 994 hectàrees.

## Equipaments sanitaris i escolars
El 2009 hi havia 1 escola maternal i 1 escola elemental.

## Poblacions més properes
El següent diagrama mostra les poblacions més properes.